# 지진제
지진제(地鎭祭)는 토목 공사나 건물 신축 공사를 시작하기 전에 땅의 신(地神)에게 공사의 안전과 건물이나 집의 번영을 기원하는 제사 의식이다. 기공식과 동시에 행해지기도 하며 지진제를 행한 날에 본격적인 공사를 시행하지는 않는다. 일본에서는 신사(神社)의 신관이 주관하는 신토(神道) 의식에 따라 지진제가 거행되고 있다.

## 같이 보기
- 기공식